# Xylocopa abbotti
Xylocopa abbotti är en biart som först beskrevs av Cockerell 1909.  Xylocopa abbotti ingår i släktet snickarbin, och familjen långtungebin. Inga underarter finns listade i Catalogue of Life.